# Bruce Djite
Bruce Djite, né le 25 mars 1987 à Washington, D.C. aux États-Unis, est un footballeur international australien qui évolue au poste d'attaquant. 
Il joue actuellement pour le club australien de l'Adélaïde United.

## Biographie

### Enfance, formation et vie privée
Bruce Djite est né à Washington, D.C. aux États-Unis et s'installe à Sydney, en Australie avec ses parents quand il avait trois ans. Le père de Bruce, Paulin Djite est un célèbre professeur de l'Université occidentale de Sydney d'origine ivoirienne. Bruce Djite bénéficie également d'origines togolaises par sa mère. Il est multilingue et parle couramment le français. 
Bruce Djite commence à jouer au football au Northern Spirit à l'âge de 15 ans, où il reste une seule saison. Il intègre ensuite le Marconi Stallions. Après deux saisons, il rejoint l'Australian Institute of Sport à Canberra sur une bourse de football avec Nikita Rukavytsya.

### Carrière professionnelle en club
Bruce Djite commence sa carrière à l'Adélaïde United, où il signe un contrat de 3 ans. Le 22 octobre 2006, il fait ses grands débuts professionnels en entrant au jeu lors de la victoire d'Adélaïde contre le New Zealand Knights lors de la 11e journée du championnat. Puis lors de la saison suivante, le 25 août 2007, il fait ses grands débuts en tant que titulaire et marque son premier but en A-League contre le Queensland Roar, 2-2. Le 30 septembre 2007, Bruce Djite marque son premier doublé lors de la victoire 2-1 d'Adélaïde contre le Central Coast Mariners.
Le 21 mai 2008, Bruce Djite signe un contrat de trois ans avec le Gençlerbirliği en Turquie pour la saison 2008-09. Il fait ses débuts en Süper Lig, le 24 août 2008 dans un match nul 1-1 contre le Kocaelispor. Le 25 octobre 2008, il marque son premier but en championnat pour Gençlerbirliği à la 45e minute contre le Denizlispor le match s'est terminé par un match nul 2-2. Il a terminé la saison 2008-2009 de Süper Lig avec 6 buts et deux passes en vingt-huit matches disputés.
Lors de sa deuxième saison, Bruce Djite ne joue que 5 matchs en 6 mois. En janvier 2010, il est prêt à Diyarbakırspor en Süper Lig, il joue seulement 9 matchs. 
Le 28 août 2010, il rejoint le Gold Coast United en A-League pour 3 ans, en remplacement de l'attaquant Shane Smeltz qui a rejoint le Gençlerbirliği. Il porte le numéro 11 et a marqué 10 buts et effectué 3 passes décisives en 23 matches.
Le 23 mars 2011, il signe un contrat de deux ans avec son club formateur l'Adélaïde United et reçoit le numéro 11. Mais il est prêté au club de Jiangsu Sainty en Super League pour une durée de 5 mois. Il portera le no 19 et a fait ses débuts pour Jiangsu Sainty durant la saison 2011 de la Chinese Super League, le 3 avril 2011 dans le match contre le Beijing Guoan et il marque son premier but à la 18e minute du match contre le Henan Jianye le 30 avril 2011. Il a marqué 4 buts en 13 matchs.
En juillet 2011, il retourne à l'Adélaïde United. Avec cinq buts et deux passes en vingt-quatre matchs ont aidé son club à se qualifier pour la Ligue des champions de l'AFC 2012.

### Carrière internationale
Il possède la double nationalité. Il est donc potentiellement sélectionnable pour quatre sélections (Australie, Côte d'Ivoire, États-Unis et Togo). Il a choisi la sélection australienne. 
Il joue son premier match avec les Socceroos à l'occasion du match amical contre Singapour le 22 mars 2008. Il entre à la 46e minute à la place de Harry Kewell (0-0).

## Palmarès
- Champion d'Australie en 2016 avec Adelaide United

### Distinctions personnelles
- Meilleur jeune joueur de l'A-League en 2008

## Statistiques
| Saison                | Club                  | Championnat           | Championnat | Championnat | Coupe(s) nationale(s) | Coupe(s) nationale(s) | Compétition(s) continentale(s) | Compétition(s) continentale(s) | Compétition(s) continentale(s) | Playoffs | Playoffs | Australie | Australie | Total | Total |
| Saison                | Club                  | Division              | M.          | B.          | M.                    | B.                    | Comp.                          | M.                             | B.                             | M.       | B.       | M.        | B.        | M.    | B.    |
| 2006 - 2007           | Adélaïde United       | A-League              | 4           | 0           | -                     | -                     | -                              | -                              | -                              | 4        | 0        | -         | -         | 8     | 0     |
| 2007 - 2008           | Adélaïde United       | A-League              | 12          | 6           | -                     | -                     | ACL                            | 3                              | 1                              | -        | -        | 4         | 0         | 19    | 7     |
| 2008 - 2009           | Gençlerbirliği        | Süper Lig             | 28          | 6           | -                     | -                     | -                              | -                              | -                              | -        | -        | 3         | 0         | 31    | 6     |
| 2009 - 2010           | Gençlerbirliği        | Süper Lig             | 5           | 0           | -                     | -                     | -                              | -                              | -                              | -        | -        | 1         | 0         | 6     | 0     |
| 2009 - 2010           | Diyarbakırspor        | Süper Lig             | 9           | 0           | -                     | -                     | -                              | -                              | -                              | -        | -        | -         | -         | 9     | 0     |
| 2010 - 2011           | Gold Coast United     | A-League              | 20          | 9           | -                     | -                     | -                              | -                              | -                              | 3        | 1        | 1         | 0         | 24    | 10    |
| 2011                  | Jiangsu Sainty        | Super League          | 13          | 4           | 1                     | 0                     | -                              | -                              | -                              | -        | -        | -         | -         | 14    | 4     |
| 2011 - 2012           | Adélaïde United       | A-League              | 24          | 5           | -                     | -                     | -                              | -                              | -                              | -        | -        | -         | -         | 24    | 5     |
| 2012 - 2013           | Adélaïde United       | A-League              | 18          | 2           | -                     | -                     | ACL                            | 10                             | 1                              | 1        | 0        | -         | -         | 29    | 3     |
| 2013 - 2014           | Adélaïde United       | A-League              | 20          | 5           | -                     | -                     | -                              | -                              | -                              | 1        | 0        | -         | -         | 21    | 5     |
| 2014 - 2015           | Adélaïde United       | A-League              | 2           | 1           | 2                     | 1                     | -                              | -                              | -                              | -        | -        | -         | -         | 4     | 2     |
| Total sur la carrière | Total sur la carrière | Total sur la carrière | 155         | 38          | 3                     | 1                     | -                              | 13                             | 2                              | 9        | 1        | 9         | 0         | 189   | 42    |